# Футбольный матч «Адема» — «Л’Эмирн»
Футбольный матч «Адема» — «Стад Олимпик л'Эмирн» — рекордный по числу голов в одной игре матч, занесённый в Книгу рекордов Гиннесса. Он проходил 31 октября 2002 года между мадагаскарскими командами «Адема» и «Стад Олимпик л'Эмирн» (СОЭ). Матч со 149 голами превзошёл предыдущий рекорд с самым высоким счётом, 36:0, зафиксированном в матче 1885 года.

## Обзор матча
Формула розыгрыша финала чемпионата Мадагаскара в 2002 году — круговая, для четырёх лучших команд. За тур до конца арбитр Разафинтсалама лишил шансов на золото столичный «Стад Олимпик л’Эмирн» (СОЭ), назначив в его ворота пенальти на последней минуте. На матч последнего тура, где команде противостояла — уже в ранге чемпиона — местная «Адема», тренер СОЭ Ратсаразака дал футболистам установку: забить максимальное количество мячей в свои ворота. В результате «Адема», чьи игроки стояли на месте и наблюдали за происходящим, стала автором самой крупной победы в истории мирового футбола, зафиксированной в матче команд мастеров. Небывалой оказалась и «скорострельность»: мяч влетал в ворота СОЭ в среднем каждые 36 секунд.
В результате на три года были дисквалифицированы тренер СОЭ Зака Бе и четыре футболиста команды, включая капитана сборной Мадагаскара Мамисоа Разафиндракото.